# Rastoka, Bijelo Polje
Rastoka este un sat din comuna Bijelo Polje, Muntenegru. Conform datelor de la recensământul din 2003, localitatea are 169 de locuitori (la recensământul din 1991 erau 211 locuitori).

## Demografie
În satul Rastoka locuiesc 120 de persoane adulte, iar vârsta medie a populației este de 32,0 de ani (30,0 la bărbați și 34,4 la femei). În localitate sunt 43 de gospodării, iar numărul mediu de membri în gospodărie este de 3,93.
Această localitate este populată majoritar de sârbi (conform recensământului din 2003).
|  |

| Demografie | Demografie | Demografie |
| An         | Locuitori  | Locuitori  |
| ---------- | ---------- | ---------- |
|            |            |            |
|            |            |            |
|            |            |            |
|            |            |            |
| 1948       | 186        |            |
| 1953       | 190        |            |
| 1961       | 201        |            |
| 1971       | 191        |            |
| 1981       | 189        |            |
| 1991       | 211        | 211        |
| 2003       | 174        | 169        |

| \| Componența etnică conform recensământului din 2003[2] \| Componența etnică conform recensământului din 2003[2] \| Componența etnică conform recensământului din 2003[2] \| Componența etnică conform recensământului din 2003[2] \| Componența etnică conform recensământului din 2003[2] \| \| ----------------------------------------------------- \| ----------------------------------------------------- \| ----------------------------------------------------- \| ----------------------------------------------------- \| ----------------------------------------------------- \| \| \| \| \| \| \| \| Sârbi \| Sârbi \| \| 116 \| 68,63% \| \| Muntenegreni \| Muntenegreni \| \| 24 \| 14,2% \| \| Bosniaci \| Bosniaci \| \| 20 \| 11,83% \| \| Musulmani \| Musulmani \| \| 9 \| 5,32% \| \| necunoscută \| necunoscută \| \| 0 \| 0% \| |              |  |     |        |
| Componența etnică conform recensământului din 2003 |              |  |     |        |
| |              |  |     |        |
| Sârbi | Sârbi        |  | 116 | 68,63% |
| Muntenegreni | Muntenegreni |  | 24  | 14,2%  |
| Bosniaci | Bosniaci     |  | 20  | 11,83% |
| Musulmani | Musulmani    |  | 9   | 5,32%  |
| necunoscută | necunoscută  |  | 0   | 0%     |